# The Innocents (film, 2021)
Pour les articles homonymes, voir Les Innocents.
Pour plus de détails, voir Fiche technique et Distribution.
The Innocents (De uskyldige, litt. « L'innocent ») est un film américano-finlando-dano-suédo-norvégien écrit, co-produit et réalisé par Eskil Vogt, sorti en 2021.
Il est sélectionné dans la section « Un certain regard » et présenté le 11 juillet 2021 au Festival de Cannes.

## Synopsis
Durant un été nordique particulièrement ensoleillé, un groupe d'enfants se découvre des pouvoirs mystérieux hors de la vue des parents. Des pouvoirs qui jettent un tout autre éclairage sur une simple aire de jeu.

## Fiche technique
Sauf indication contraire, les informations mentionnées dans cette section peuvent être confirmées par la base de données cinématographiques IMDb,  présente dans la section « Liens externes ».
- Titre original : De uskyldige
- Titre international et français : The Innocents
- Réalisation et scénario : Eskil Vogt
- Musique : Pessi Levanto
- Direction artistique : Marius Winje Brustad
- Décors : Simone Grau Roney
- Costumes : Marianne Sembsmoen
- Photographie : Sturla Brandth Grøvlen
- Montage : Jens Christian Fodstad
- Production : Maria Ekerhovd
- Coproduction : Misha Jaari, Eva Jakobsen, Mikkel Jersin, Lizette Jonjic, Mark Lwoff, Katrin Pors, Magnus Thomassen et Eskil Vogt
- Production déléguée : Dave Bishop, Celine Dornier, Axel Helgeland et Eric Tavitian
- Sociétés de production : Mer Film A/S[1] ; Zentropa Sweden (coproduction)
- Sociétés de distribution : Mer Filmdistribusjon (Norvège) ; KinoVista (France)
- Pays de production:  Norvège /  Suède /  Danemark /  Finlande /  États-Unis[1]
- Langue originale : norvégien
- Format : couleur — 2,39:1
- Genre : thriller, drame, fantastique
- Durée : 117 minutes
- Dates de sortie :
  - France : 11 juillet 2021 (Festival de Cannes) ; 9 février 2022 (sortie nationale)
  - Norvège : 22 août 2021 (Festival international norvégien du film de Haugesund)[3] ; 3 septembre 2021 (sortie nationale)[4]
  - États-Unis : 24 septembre 2021 (Fantastic Fest) ; 13 mai 2022 (sortie nationale limitée)
  - Belgique : 12 octobre 2021 (Festival du film de Gand)[5]
  - Danemark : 9 novembre 2021 (Weekend) ; 18 novembre 2021 (sortie nationale)
  - Suède : 1er février 2022 (Festival international du film de Göteborg)[6] ; 18 février 2022 (sortie nationale)
  - Finlande : 8 avril 2022[7]
- Classification :
  - France : interdit aux moins de 12 ans

## Distribution
- Rakel Lenora Fløttum : Ida
- Alva Brynsmo Ramstad : Anna
- Sam Ashraf : Ben
- Mina Yasmin Bremseth Asheim : Aisha
- Ellen Dorrit Petersen : la mère d'Ida et d'Anna
- Morten Svartveit : le père d'Ida et d'Anna
- Kadra Yusuf : la mère d'Aisha
- Lisa Tønne : la mère de Ben
- Irina Eidsvold Tøien : la docteure
- Marius Kolbenstvedt : l'homme à la pierre
- Kim Atle Hansen : l'homme à la porte
- Nor Erik Vaagland Torgersen : le jeune de 14 ans
- Birgit Nordby : la femme sur le pont
- Georg Grøttjord-Glenne : le garçon à la jambe cassée

## Accueil

### Critique
En France, le site Allociné recense une moyenne des critiques presse de 3,8/5.

## Distinctions

### Récompenses
- L'Étrange Festival 2021 : grand prix Nouveau Genre[9]
- Prix du cinéma européen 2021 : meilleur ingénieur du son
- Festival européen du film fantastique de Strasbourg 2021 :
  - Octopus d'or du meilleur long-métrage fantastique international
  - Prix du public
- Festival international du film fantastique de Gérardmer 2022 : prix de la critique et prix du public
- Festival international du film de Göteborg 2022 : Sven Nykvist Cinematography Award, Audience Dragon Award Best Nordic Film[10]

### Sélections
- Festival de Cannes 2021 : section « Un certain regard »
- L'Étrange Festival 2021 : compétition officielle[11]